# جلی رول
جیسون بردلی دیفورد (زاده ۴ دسامبر ۱۹۸۴)، معروف به جلی رول (به انگلیسی: Jelly Roll) (در ابتدا به سبک JellyRoll) خواننده و ترانه‌سرای آمریکایی اهل آنتیوک، تنسی است. او حرفه خود را در سال ۲۰۰۳ شروع کرد، اما به‌طور گسترده در سال ۲۰۲۲ به شهرت رسید.
وی نامزد بهترین هنرمند جدید در شصت و ششمین مراسم جوایز گرمی بود.